# Casa de Andechs

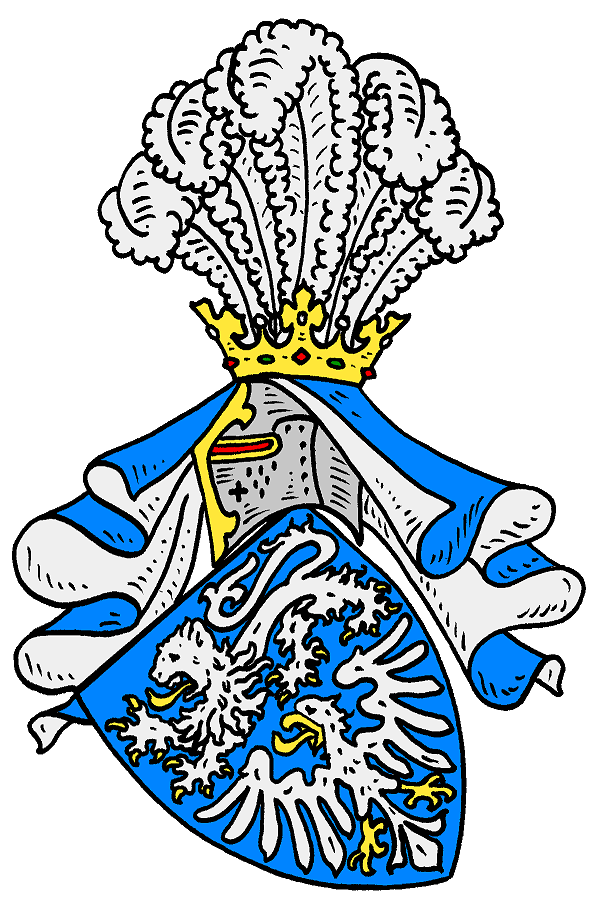
Escudo de armas de los duques de Andechs.

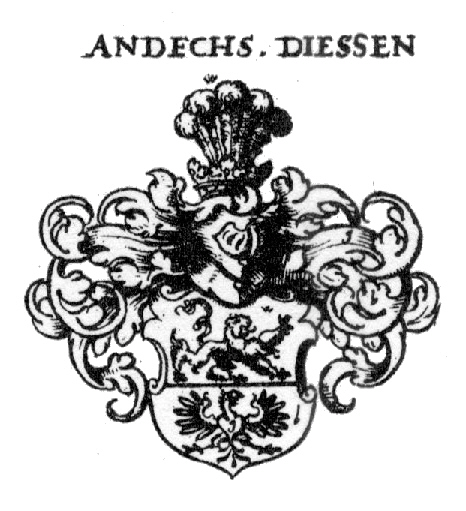
Escudo de armas de Andechs Diessen.

La Casa de Andechs fue una línea feudal de príncipes alemanes en el siglo XII y XIII. Los Condes de Dießen-Andechs (~1100 hasta 1180) obtuvieron territorios en la parte septentrional de Dalmacia y en la costa Adriática, donde se convirtieron en Margraves de Istria y en último término Duques de un Estado Imperial de corta duración llamado Merania desde 1180 hasta 1248, registrado en lengua veneciana bajo C'Andia, de la contracción de Casa Andia del alemán Andechs Haus.

## Historia
La familia noble originalmente residía en el suroeste de Baviera en el castillo de Ambras cerca de Innsbruck, controlando la carretera a la Marca de Verona a través del Paso Brenner, en Dießen am Ammersee y Wolfratshausen. Un Conde Rasso (Rath) está documentado en Dießen, quien supuestamente luchó contra los invasores magiares a principios del siglo X y fundó un monasterio en Grafrath. Por su ancestro el Conde Palatino Bertoldo de Reisensburg, un nieto del duque bávaro Arnulfo el Malo, los Andechs pudieron ser afiliados de la dinastía Luitpoldinga. Bertoldo aparece como un fiero enemigo del Rey Otón I de Alemania y fue declarado como traidor en la Batalla de Lechfeld de 966 contra los húngaros. Probablemente se casó con la hija del Duque Federico I de la Alta Lorena; su descendiente el Conde Bertoldo II (m. 1151), desde 1100 residente en Andechs, está acreditado como el progenitor de la dinastía condal.
Bertoldo II había heredado los territorios bávaros de la familia, pero también adquirió posesiones en la adyacente región de Franconia, donde sobre 1135 tenía el castillo de Plassenburg construido cerca de Bayreuth y fundó la ciudad de Kulmbach. Sirvió como vogt del monasterio Benediktbeuern y por matrimonio con Sofía, hija del Margrave Poppo II, se convirtió en propietario de tierras en la Marca de Istria y Carniola.
Otón II de Andechs fue obispo de Bamberg en 1177-1196. En 1208, cuando Felipe de Suabia, Rey de los Alemanes, fue asesinado en Bamberg por Otón VIII de Wittelsbach, miembros de la casa de Andechs estuvieron implicados.
Santa Eduviges de Andechs (c. 1174 - octubre de 1243) fue una de los ocho hijos nacidos de Bertoldo IV, Duque de Merania, Conde de Dießen-Andechs y Margrave de Istria. De sus cuatro hermanos, dos se convirtieron en obispos, Ekbert de Bamberg (1203-1231), y Bertoldo, Patriarca de Aquileia.
Otón sucedió a su padre como Duque de Dalmacia, y Enrique se convirtió en Margrave de Istria. De sus tres hermanas, Gertrudis de Andechs-Merania (1185 - 24 de septiembre de 1213) fue la primera esposa de Andrés II de Hungría y madre de Santa Isabel de Hungría; Matilde se convirtió en Abadesa de Kitzingen; mientras que Inés, famosa por su belleza, fue hecha la tercera esposa ilegítima de Felipe II de Francia en 1196, tras el repudio de su legítima esposa, Ingeborg, pero fue despedida en 1200, después de que el Papa Inocencio III dejara Francia bajo interdicto.

## Genealogía
1. Arnoldo, Conde de Dießen (m. 1098), se casó con Gisela de Schweinfurt, hija del Duque Otón III de Suabia
  1. Bertoldo (II) (m. 1151), Conde de Dießen y Andechs en Baviera, Conde de Plassenburg y Kulmbach en Franconia, Vogt del monasterio Benediktbeuern, casado con Sofía, hija de Poppo II de Istria, casado en segundas nupcias con Kunigunde de Vornbach
    1. Poppo
      1. Enrique, Abad de Millstatt

    2. Margrave Bertoldo I de Istria (c. 1110/15 - 14 de diciembre de 1188), casado con Hedwig, hija del Conde Otón IV de Wittelsbach, por segunda vez con Luitgard, hija del Rey Svend III de Dinamarca
      1. Bertoldo IV, Duque de Merania (m. 12 de agosto de 1204), casado con Inés de Wettin, hija del Margrave Dedi III de Lusacia
        1. Otón I, Duque de Merania (m. 7 de mayor de 1234), Conde Palatino de Borgoña, Margrave de Istria, casado con Beatriz de Hohenstaufen, hija del Conde Otón I de Borgoña, casado por segunda vez con Sofía de Ascania, hija del Conde Enrique I de Anhalt
          1. Otón III, Conde de Borgoña (c. 1226 - 19 de junio de 1248), Duque de Merania, casado con Isabel, hija del Conde Adalberto IV del Tirol
          2. Inés (m. 1263), casada con el último duque Federico II de Austria de los Babenberg (divorciada), y por segunda vez con el último duque Sponheim el duque Ulrico III de Carintia
          3. Beatriz (m. después de 1265), casada con el conde Herman II de Weimar-Orlamünde de la Casa de Ascania
          4. Margarita (m. 18 de octubre de 1271), casado con Přemysl de Moravia, hijo del Rey Ottokar I de Bohemia, por segunda vez con el Conde Federico de Truhendingen
          5. Adelaida (m. 8 de marzo de 1279), casada con el Conde Hugo III de Borgoña, por segunda vez con el Conde Felipe I de Saboya
          6. Isabel (m. 18 de diciembre de 1272), casada con el burgrave Federico III de Núremberg de la Casa de Hohenzollern

        2. Enrique (m. 1i de julio de 1228), Margrave de Istria, casado con Sofía de Weichselburg
        3. Ekbert (m. 6 de junio de 1237), Obispo de Bamberg
        4. Bertoldo (m. 23 de mayo de 1251), Arzobispo de Kalocsa, Patriarca de Aquileia
        5. Inés (c. 1180 - 29 de julio de 1201), casada con el Rey Felipe II de Francia
        6. Gertrudis (asesinada el 8 de septiembre de 1213), casada con el Rey Andrés II de Hungría
        7. Santa Eduviges (c. 1176/80 - 14 de mayo de 1243, Abadesa de Trzebnica, casada con Enrique I el Barbudo, Duque de Silesia
        8. Matilde (m. 1 de diciembre de 1254), Abadesa de Kitzingen
        9. hija con nombre desconocido, casada con la familia real Nemanjic de Serbia

      2. Sofía (m. 1218), casada con el Conde Poppo VI de la Henneberg
      3. Kunigunde (d. 1207), casada con el Conde Eberhard III de Eberstein
      4. Matilde (d. 1245), casada con el Conde Federico I de Hohenburg, por segunda vez con el Conde Engelbert III de Gorizia
      5. Poppo (1175 - diciembre de 1245), Obispo de Bamberg
      6. Berta, Abadesa de Gerbstedt

    3. Otón (c. 1132-1196), Obispo de Brixen y Bamberg
    4. Matilde de Edelstetten (m. 1160)
    5. Eufemia (m. 1180), Abadesa de Altomünster
    6. Kunigunde (m. 1139), monja en la Abadía de Admont

Los condes quedaron extintos en línea directa masculina en 1251, la rama cadeta de la familia y descendientes se instaló en los ducados de Borgoña, en particular en los territorios del futuro condado de Saboya. Una historia de la Casa de Andechs fue escrita por el estadista e historiador José von Hormayr, Barón zu Hortenburg, y publicada en 1796.